# Bactris
Bactris Jacq., 1777 è un genere di palme della tribù Cocoseae, diffuso nell'ecozona neotropicale.

## Descrizione

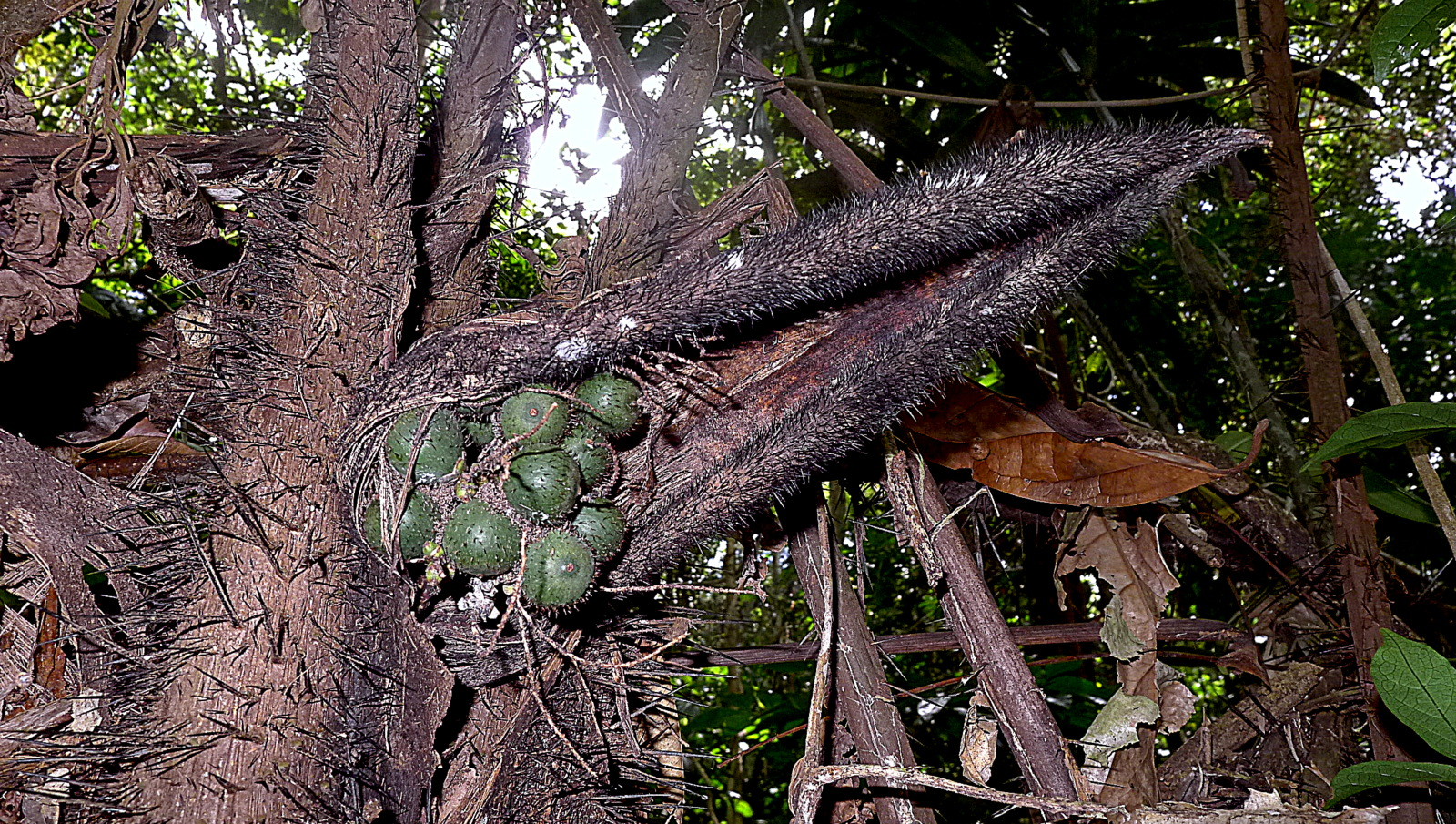
Fusto e frutti

Il genere comprende palme piuttosto basse, che generalmente non superano i 2 m di altezza, con fusto sottile, talora ramificato, caratteristicamente ricoperto di spine.
Le foglie possono essere anch'esse spinose.
L'infiorescenza è uno spadice di dimensioni variabili, con spate legnose, munite di aculei o setole spinose.
I frutti sono drupe di colore giallo, arancione, rosso o violaceo.

## Distribuzione e habitat
Le specie di questo genere sono diffuse in Messico, in America centrale, nei Caraibi e nella parte settentrionale del Sud America, sino al Paraguay; la maggiore biodiversità si osserva in Brasile.

## Tassonomia
Il genere Bactris appartiene, assieme ai generi Acrocomia, Aiphanes, Astrocaryum e Desmoncus al raggruppamento delle Bactridinae (sottofamiglia Arecoideae, tribù Cocoseae), che si ritiene si sia differenziato in America del Sud tra Eocene e Oligocene.
Comprende le seguenti specie:
- Bactris acanthocarpa Mart.
- Bactris acanthocarpoides Barb.Rodr.
- Bactris ana-juliae Cascante
- Bactris aubletiana Trail
- Bactris bahiensis  Noblick ex A.J.Hend.
- Bactris balanophora Spruce
- Bactris barronis L.H.Bailey
- Bactris bidentula Spruce
- Bactris bifida Mart.
- Bactris brongniartii Mart.
- Bactris campestris Poepp.
- Bactris caryotifolia Mart.
- Bactris caudata H.Wendl. ex Burret
- Bactris charnleyae de Nevers, A.J.Hend. & Grayum
- Bactris chaveziae A.J.Hend.
- Bactris chocoensis R.Bernal, Galeano, Copete & Cámara-Leret
- Bactris coloniata L.H.Bailey
- Bactris coloradonis L.H.Bailey
- Bactris concinna Mart.
- Bactris constanciae Barb.Rodr.
- Bactris corossilla H.Karst.
- Bactris cubensis Burret
- Bactris cuspidata Mart.
- Bactris dianeura Burret
- Bactris elegans Barb.Rodr. & Trail
- Bactris faucium Mart.
- Bactris ferruginea Burret
- Bactris fissifrons Mart.
- Bactris gasipaes Kunth
- Bactris gastoniana Barb.Rodr.
- Bactris glandulosa Oerst.
- Bactris glassmanii Med.-Costa & Noblick ex A.J.Hend.
- Bactris glaucescens Drude
- Bactris gracilior Burret
- Bactris grayumii de Nevers & A.J.Hend.
- Bactris guineensis (L.) H.E.Moore
- Bactris halmoorei A.J.Hend.
- Bactris hatschbachii Noblick ex A.J.Hend.
- Bactris herrerana Cascante
- Bactris hirta Mart.
- Bactris hondurensis  Standl.
- Bactris horridispatha Noblick ex A.J.Hend.
- Bactris jamaicana L.H.Bailey
- Bactris killipii Burret
- Bactris kunorum de Nevers & Grayum
- Bactris longiseta H.Wendl. ex Burret
- Bactris macroacantha  Mart.
- Bactris major Jacq.
- Bactris manriquei R.Bernal & Galeano
- Bactris maraja Mart.
- Bactris martiana A.J.Hend.
- Bactris mexicana Mart.
- Bactris militaris H.E.Moore
- Bactris nancibaensis  Granv.
- Bactris obovata H.Wendl. ex Schaedtler
- Bactris oligocarpa  Barb.Rodr.
- Bactris oligoclada Burret
- Bactris panamensis  de Nevers & Grayum
- Bactris pickelii Burret
- Bactris pilosa  H.Karst.
- Bactris pliniana Granv. & A.J.Hend.
- Bactris plumeriana Mart.
- Bactris polystachya Grayum
- Bactris ptariana Steyerm.
- Bactris rhaphidacantha Wess.Boer
- Bactris riparia Mart.
- Bactris rostrata Galeano & R.Bernal
- Bactris schultesii (L.H.Bailey) Glassman
- Bactris setiflora Burret
- Bactris setosa Mart.
- Bactris setulosa H.Karst.
- Bactris simplicifrons Mart.
- Bactris soeiroana Noblick ex A.J.Hend.
- Bactris sphaerocarpa Trail
- Bactris syagroides Barb.Rodr. & Trail
- Bactris tefensis A.J.Hend.
- Bactris timbuiensis H.Q.B.Fern.
- Bactris tomentosa Mart.
- Bactris turbinocarpa Barb.Rodr.
- Bactris vulgaris Barb.Rodr.

### Ibridi
In natura è noto il seguente ibrido:
- Bactris × moorei Wess.Boer (B. acanthocarpa × B. oligoclada)

## Usi
I frutti di molte specie (p.es. B. gasipaes) sono eduli, mentre altri vengono usati come medicine.